# Ernst Svenson
Ernst Harald Svenson, född 7 augusti 1890 i Ulricehamn, död 19 juni 1975 i Bærum, var en svensk-norsk urmakare och motståndsman under andra världskriget.
Ernst Svenson var son till bankdirektören Carl August Svenson. Han växte upp i Gränna och efter genomgången folkskolan där kom i urmakarlära i Hjo. Därefter flyttade han till Göteborg för fortsatt urmakarpraktik samtidig som han ägnade sig åt tekniska skolstudier. Uppvuxen i en norskvänlig miljö flyttade han till Norge 1911, hade en urmakerifirma i Charlottenberg 1914–1916, var ciselör i ett konsthantverksföretag i Göteborg 1916–1917 och Kristiania 1917–1923 samt urmakargesäll där 1923–1927. Han drev eget urmakeri 1927–1930 i Drammen, 1930–1934 i Rena och från 1934 i Oslo. 
Sedan Oslo blivit ockuperat av tyskarna började han våren 1940 att tillsammans med sonen bedriva viskningspropaganda mot dem. Från våren 1941 utgav han, samtidigt som han fortsatte sitt urmakeri, en tidning och tryckte även andra blad. I sin affärslokal i Oslo och i en sportstuga utanför staden hade han distributionscentraler för den fria norska pressen och mottagarstationer för den antityska radiopropagandan. I januari 1942 arresterades han och blev tyskarnas fånge till krigets slut. Våren 1944 sändes han till Tyskland, där han vistades i fängelser och tukthus till mars 1945, först i Berlin, sedan i bland annat Halle och de sista få dagarna i Torgau, där han släpptes omedelbart före de allierades intåg i staden. För sin verksamhet i Oslo dömdes han tillsammans med två kamrater till döden i oktober 1944, sedan han dessförinnan fått uppskov genom svenskt diplomatiskt ingripande, då han var svensk medborgare. Hans avrättning kom flera gånger att skjutas upp i sista stund. Sommaren 1945 återupptog han sitt urmakeri i Oslo, som under tiden upprätthållits av hans son.